# Saint-Rogatien
Saint-Rogatien és un municipi francès situat al departament del Charente Marítim i a la regió de la Nova Aquitània. L'any 2007 tenia 1.802 habitants.

## Demografia

### Població
El 2007 la població de fet de Saint-Rogatien era de 1.802 persones. Hi havia 644 famílies de les quals 108 eren unipersonals (32 homes vivint sols i 76 dones vivint soles), 200 parelles sense fills, 308 parelles amb fills i 28 famílies monoparentals amb fills.
La població ha evolucionat segons el següent gràfic:
Habitants censats

### Habitatges
El 2007 hi havia 679 habitatges, 652 eren l'habitatge principal de la família, 13 eren segones residències i 14 estaven desocupats. 659 eren cases i 19 eren apartaments. Dels 652 habitatges principals, 507 estaven ocupats pels seus propietaris, 142 estaven llogats i ocupats pels llogaters i 3 estaven cedits a títol gratuït; 3 tenien una cambra, 21 en tenien dues, 65 en tenien tres, 220 en tenien quatre i 343 en tenien cinc o més. 547 habitatges disposaven pel capbaix d'una plaça de pàrquing. A 290 habitatges hi havia un automòbil i a 339 n'hi havia dos o més.

### Piràmide de població
La piràmide de població per edats i sexe el 2009 era:
| Homes | Edats   | Dones |
| ----- | ------- | ----- |
| 0     | 95 o +  | 0     |
| 0     | 90 a 94 | 0     |
| 0     | 85 a 89 | 4     |
| 4     | 80 a 84 | 8     |
| 8     | 75 a 79 | 4     |
| 4     | 70 a 74 | 12    |
| 12    | 65 a 69 | 12    |
| 28    | 60 a 64 | 28    |
| 44    | 55 a 59 | 32    |
| 88    | 50 a 54 | 60    |
| 100   | 45 a 49 | 88    |
| 76    | 40 a 44 | 116   |
| 80    | 35 a 39 | 88    |
| 40    | 30 a 34 | 60    |
| 56    | 25 a 29 | 60    |
| 36    | 20 a 24 | 40    |
| 104   | 15 a 19 | 120   |
| 92    | 10 a 14 | 72    |
| 76    | 5 a 9   | 56    |
| 36    | 0 a 4   | 36    |

## Economia
El 2007 la població en edat de treballar era de 1.251 persones, 965 eren actives i 286 eren inactives. De les 965 persones actives 893 estaven ocupades (463 homes i 430 dones) i 72 estaven aturades (29 homes i 43 dones). De les 286 persones inactives 82 estaven jubilades, 127 estaven estudiant i 77 estaven classificades com a «altres inactius».

### Ingressos
El 2009 a Saint-Rogatien hi havia 712 unitats fiscals que integraven 1.890,5 persones, la mediana anual d'ingressos fiscals per persona era de 20.270 €.

### Activitats econòmiques
Dels 57 establiments que hi havia el 2007, 1 era d'una empresa alimentària, 3 d'empreses de fabricació d'altres productes industrials, 17 d'empreses de construcció, 7 d'empreses de comerç i reparació d'automòbils, 2 d'empreses de transport, 1 d'una empresa d'hostatgeria i restauració, 1 d'una empresa d'informació i comunicació, 3 d'empreses financeres, 2 d'empreses immobiliàries, 4 d'empreses de serveis, 12 d'entitats de l'administració pública i 4 d'empreses classificades com a «altres activitats de serveis».
Dels 18 establiments de servei als particulars que hi havia el 2009, 1 era una oficina de correu, 2 paletes, 3 guixaires pintors, 4 fusteries, 3 lampisteries, 2 electricistes, 1 empresa de construcció i 2 perruqueries.
Dels 3 establiments comercials que hi havia el 2009, 1 era una botiga de menys de 120 m², 1 una fleca i 1 una botiga d'equipament de la llar.
L'any 2000 a Saint-Rogatien hi havia 4 explotacions agrícoles.

## Equipaments sanitaris i escolars
L'únic equipament sanitari que hi havia el 2009 era una farmàcia.
El 2009 hi havia 1 escola maternal i 1 escola elemental.

## Poblacions més properes
El següent diagrama mostra les poblacions més properes.